# العلاقات البلجيكية العمانية
العلاقات البلجيكية العمانية هي العلاقات الثنائية التي تجمع بين بلجيكا وسلطنة عمان.

## مقارنة بين البلدين
هذه مقارنة عامة ومرجعية للدولتين:
| وجه المقارنة                                              | بلجيكا                                                                              | سلطنة عمان    |
| --------------------------------------------------------- | ----------------------------------------------------------------------------------- | ------------- |
| المساحة (كم2)                                             | 30.53 ألف                                                                           | 309.50 ألف    |
| عدد السكان (نسمة)                                         | 11.37 مليون                                                                         | 4.64 مليون    |
| الكثافة السكانية (ن./كم²)                                 | 372.42                                                                              | 14.99         |
| العاصمة                                                   | بروكسل                                                                              | مسقط          |
| اللغة الرسمية                                             | اللغة الهولندية، لغة فرنسية، اللغة الألمانية                                        | اللغة العربية |
| العملة                                                    | يورو، فرنك بلجيكي                                                                   | ريال عماني    |
| الناتج المحلي الإجمالي (بليون دولار)                      | 492.68 مليار                                                                        | 72.64 مليار   |
| الناتج المحلي الإجمالي (تعادل القوة الشرائية) بليون دولار | 514.74 مليار                                                                        | 179.49 مليار  |
| الناتج المحلي الإجمالي الاسمي للفرد دولار أمريكي          | 40.32 ألف                                                                           | 15.55 ألف     |
| الناتج المحلي الإجمالي للفرد دولار أمريكي                 | 43.44 ألف                                                                           | 38.63 ألف     |
| مؤشر التنمية البشرية                                      | 0.890                                                                               | 0.793         |
| رمز المكالمات الدولي                                      | +32                                                                                 | +968          |
| رمز الإنترنت                                              | .be                                                                                 | عمان          |
| المنطقة الزمنية                                           | توقيت وسط أوروبا، ت ع م+01:00، ت ع م+02:00، توقيت وسط أوروبا الصيفي، أوروبا/بروكسل ‏ | ت ع م+04:00   |

## منظمات دولية مشتركة
يشترك البلدان في عضوية مجموعة من المنظمات الدولية، منها:
| علم المنظمة | اسم المنظمة                               | تاريخ انضمام بلجيكا | تاريخ انضمام سلطنة عمان |
| ----------- | ----------------------------------------- | ------------------- | ----------------------- |
|             | الاتحاد البريدي العالمي                   | ?                   | ?                       |
|             | مؤسسة التنمية الدولية                     | 2 يوليو 1964        | 1973                    |
|             | منظمة حظر الأسلحة الكيميائية              | ?                   | ?                       |
|             | منظمة التجارة العالمية                    | ?                   | 2000                    |
|             | الأمم المتحدة                             | 27 ديسمبر 1945      | 7 أكتوبر 1971           |
|             | وكالة ضمان الاستثمار متعدد الأطراف        | 18 سبتمبر 1992      | 1989                    |
|             | منظمة الشرطة الجنائية الدولية             | ?                   | ?                       |
|             | مؤسسة التمويل الدولية                     | 27 ديسمبر 1956      | 1973                    |
|             | المنظمة الهيدروغرافية الدولية             | ?                   | ?                       |
|             | الاتحاد الدولي للاتصالات                  | 1866                | 28 أبريل 1972           |
|             | البنك الدولي للإنشاء والتعمير             | 27 ديسمبر 1945      | 1971                    |
|             | الفريق المعني برصد الأرض                  | ?                   | ?                       |
|             | المركز الدولي لتسوية المنازعات الاستشارية | 26 سبتمبر 1970      | 1995                    |
|             | يونسكو                                    | 29 نوفمبر 1946      | 10 فبراير 1972          |

## وصلات خارجية
- موقع وزارة الخارجية البلجيكية
- موقع وزارة الخارجية العمانية